# 康哥尼涅斯
康哥尼涅斯是巴西巴拉那州的一个市镇。总面积535.959平方公里，总人口8931人，人口密度16.7人/平方公里。